# Noyers-Pont-Maugis
Noyers-Pont-Maugis é uma comuna francesa na região administrativa de Grande Leste, no departamento das Ardenas. Estende-se por uma área de 9,32 km². Em 2010 a comuna tinha 689 habitantes (densidade: 73,9 hab./km²).